# Швейцарські хокейні ігри
Швейцарські хокейні ігри (англ. Swiss Ice Hockey Games) — міжнародний хокейний турнір у Швейцарії. Проводиться між чотирма національними збірними: Швейцарії, Фінляндії, Чехії та Швеції.
Проводиться з 2022 року. Турнір замінив російський турнір Кубок Першого каналу через російське вторгнення в Україну.

## Переможці
| Рік  | Переможець | 2 місце   | 3 місце   |
| ---- | ---------- | --------- | --------- |
| 2022 | Швеція     | Чехія     | Фінляндія |
| 2023 | Швеція     | Чехія     | Фінляндія |
| 2024 | Чехія      | Фінляндія | Швеція    |

## Медальний залік
| Місце | Збірна    | Золото | Срібло | Бронза | Разом |
| ----- | --------- | ------ | ------ | ------ | ----- |
| 1     | Швеція    | 2      | 0      | 1      | 3     |
| 2     | Чехія     | 1      | 2      | 0      | 3     |
| 3     | Фінляндія | 0      | 1      | 2      | 3     |